# Sam Meech
Sam Meech (* 4. April 1991 in Portsmouth, Vereinigtes Königreich) ist ein neuseeländischer Segler.

## Erfolge
Sam Meech nahm an den Olympischen Spielen 2016 in Rio de Janeiro in der Bootsklasse Laser teil. Mit 85 Punkten behauptete er sich auf dem dritten Platz hinter Tom Burton und Tonči Stipanović, sodass er die Bronzemedaille gewann.
Seine jüngere Schwester Molly Meech ist ebenfalls olympische Seglerin.